# Szpaty
Szpaty (spaty) – górnicza i mineralogiczna dawna nazwa minerałów o doskonałej łupliwości np. szpat wapienny, obecnie zwany kalcytem.
Inne przykłady:
- szpat islandzki (szpat wapienny) – przezroczyste kryształy kalcytu[1][2],
- szpat cynkowy – smithsonit[1][2],
- szpat żelazny – syderyt,
- szpat gipsowy – gips,
- szpat polny – skaleń[1],
- szpat brunatny – dolomit[2].